# 日橋村
日橋村（にっぱしむら）は福島県河沼郡にあった村。現在の会津若松市河東町の東半にあたる。

## 地理
- 山：七曲山、弘法山、甘石山、御殿山、膳棚山
- 河川：日橋川

## 歴史
- 1889年（明治22年）4月1日 - 町村制の施行により、広田村、八田村、金田村、浅山村、東長原村、倉橋村、南高野村の区域をもって発足。
- 1957年（昭和32年）4月1日 - 堂島村と合併して河東村が発足。同日日橋村廃止。
- 1978年（昭和53年）4月1日 - 河東村が町制施行して河東町となる。
- 2005年（平成17年）11月1日 - 河東町が会津若松市に編入。

## 交通

### 鉄道路線
- 日本国有鉄道
  - 磐越西線
    - 東長原駅 - 広田駅

### 道路
- 国道49号（越後街道）

現在は旧村域に磐越自動車道の磐梯河東インターチェンジが所在するが、当時は未開通。